# Primera Expedición Peruana a la Antártida
La Primera Expedición Peruana a la Antártida (ANTAR I) fue una expedición realizada en 1988 por iniciativa del gobierno peruano, en ese entonces presidido por Alan García.

## Expedición
El 4 de enero de 1988 partió desde la Base Naval del Callao el buque científico "Humboldt". Al mando del buque estaba el capitán de fragata Ricardo García Escudero, mientras que el líder de la expedición fue el capitán de navío Jorge Brousset Barrios. Además se contó con la presencia de dos oficiales extranjeros (de Ecuador y Brasil) como invitados y con el historiador José Antonio del Busto quien tenía el objetivo de registrar los acontecimientos acaecidos en la expedición. El costo de la expedición fue, según el capitán Brousset, “305 mil dólares y 34 millones de intis”. La expedición contó con 85 personas (35 oficiales y 50 civiles) y llegó a la Antártida el 25 de enero de 1988.